# Смирнова, Клавдия Ивановна
Кла́вдия Ива́новна Смирно́ва (1909—1976) — заслуженный учитель РСФСР.

## Биография
С 1927 года работала учителем начальных классов в Казахской ССР. В 1937 году переехала в посёлок Белоомут Луховицкого района Московской области, где сначала работала учителем, а с 1949 по 1957 год — директором школы. Её именем названа одна из улиц в посёлке Белоомут.

## Награды
- два ордена «Знак Почёта»
- звание Заслуженный учитель школы РСФСР